# Scala Regia

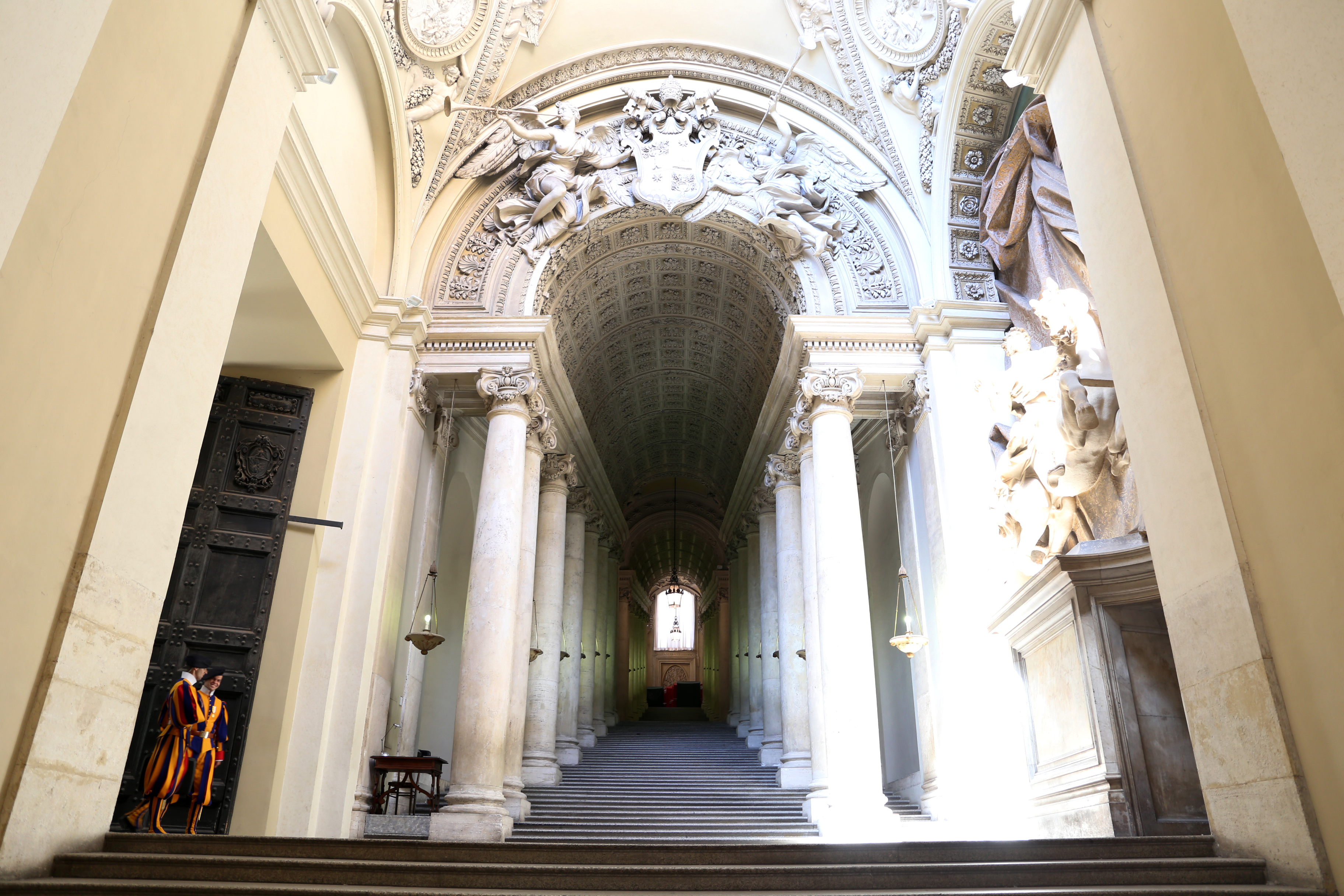
Scala Regia.

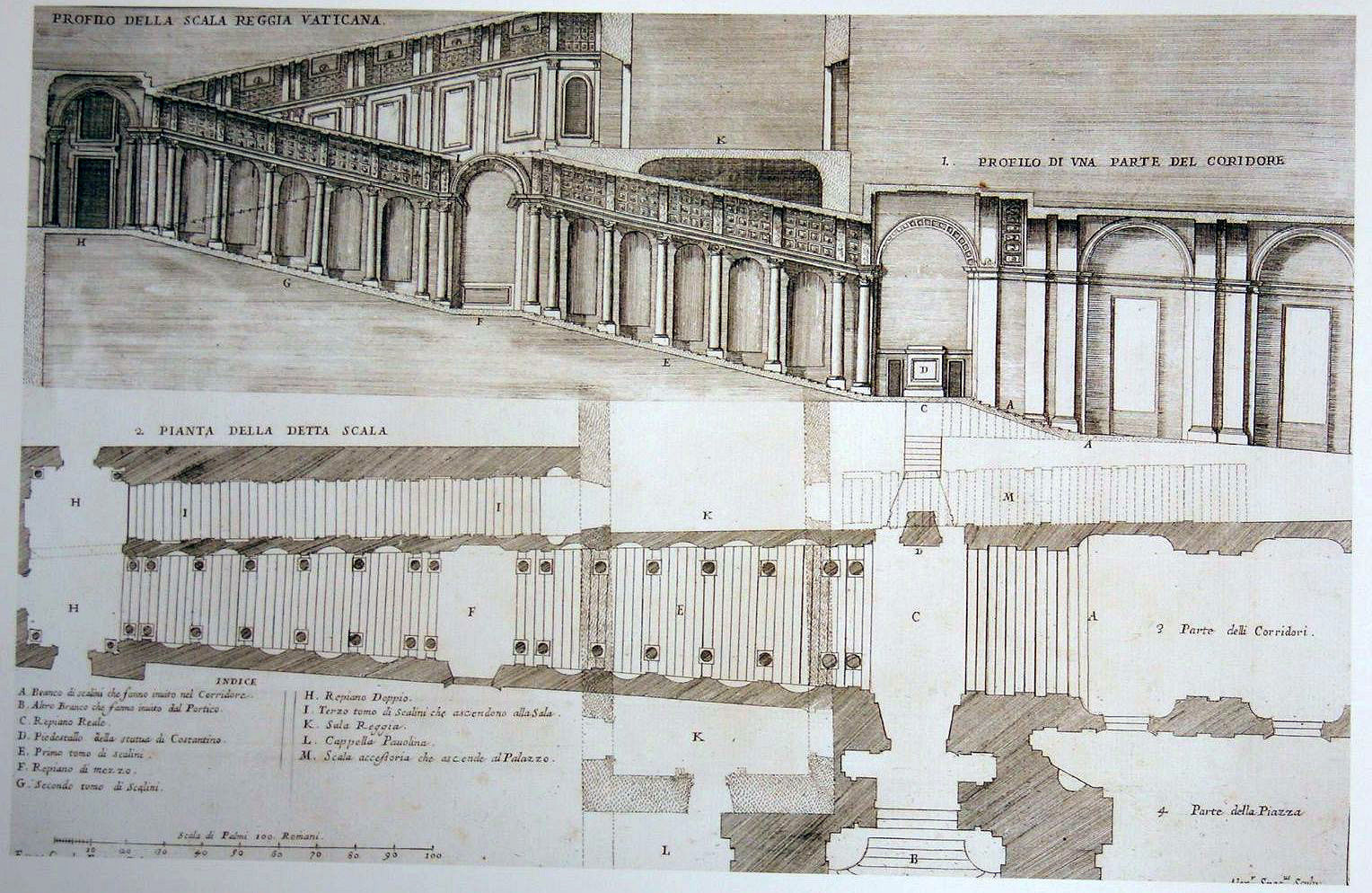
Elevation och plan.

Scala Regia är en monumental paradtrappa som förbinder Vatikanpalatset med Peterskyrkan. Trappan uppfördes mellan 1663 och 1666 efter ritningar av Giovanni Lorenzo Bernini.
Scala Regia är ett utmärkt exempel på Berninis illusionistiska arkitektur. Bernini indelade den trånga och djupa uppgången med kolonnrader, som konvergerar och därigenom ger ett förlängt perspektiv.